# 仏足跡歌碑

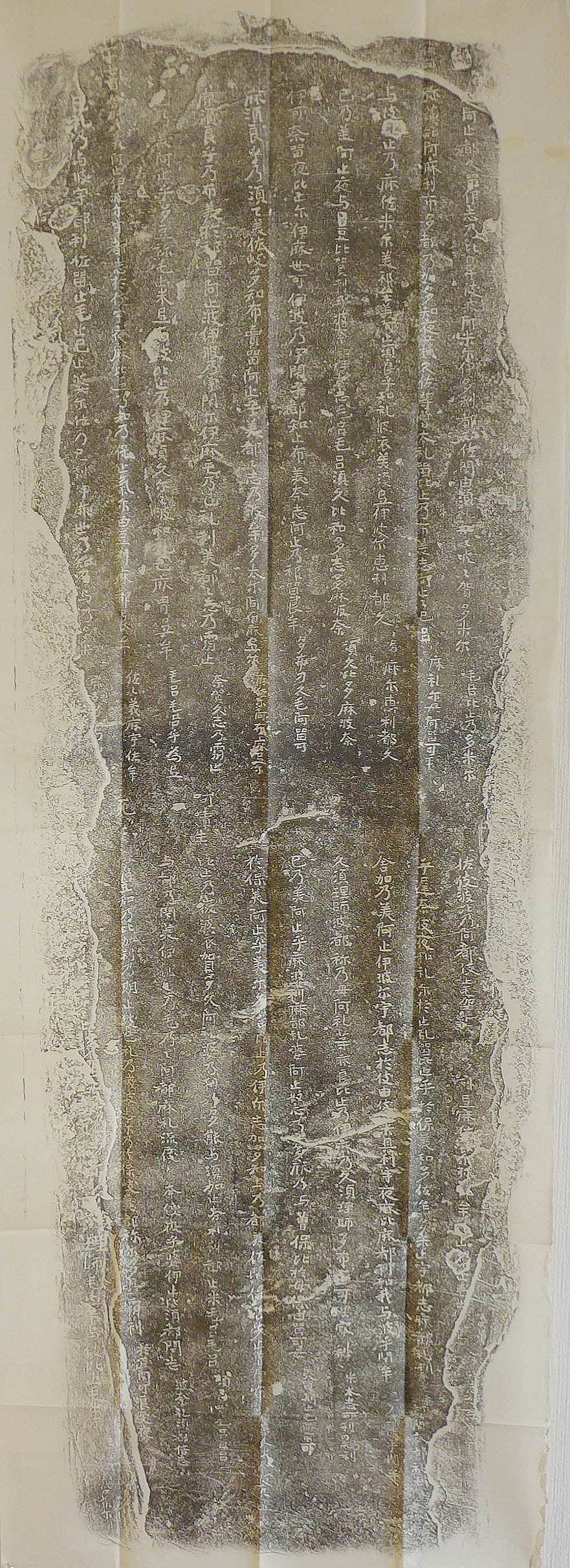
仏足跡歌碑（拓本）

仏足跡歌碑（ぶっそくせきかひ）は、奈良県奈良市の薬師寺に伝わる奈良時代の歌碑。仏（釈迦）の足跡を礼拝する功徳などを詠んだ和歌21首から成る。その歌を仏足跡歌（仏足石歌）といい、そのすべてが仏足跡歌体と呼ばれる特殊な形式で作られている。文字は、平易な漢字に統一された一字一音式の万葉仮名で表現され、上下2段に刻まれている。
仏足跡を石に刻んだものを仏足石というが、753年（天平勝宝5年）の年紀を有する仏足石が本歌碑とともに薬師寺の大講堂に安置されている。その仏足石と歌碑が、もと一具のものであったとする文献はないが、本歌は、仏足石の周囲を回りながら謡われた歌と推定されている。歌碑の製作年代は不明であるが、その歌の内容や用字法などから770年（宝亀元年）ごろと見なされている。
本歌碑は金石文であるため、書写によって生じる誤りや錯乱がなく、当時の字体・用字をそのまま今日に伝える貴重な存在である。1952年（昭和27年）に国宝に指定されている。仏足石歌碑とも書くが、本項は国宝の指定名称に従った。

## 概要

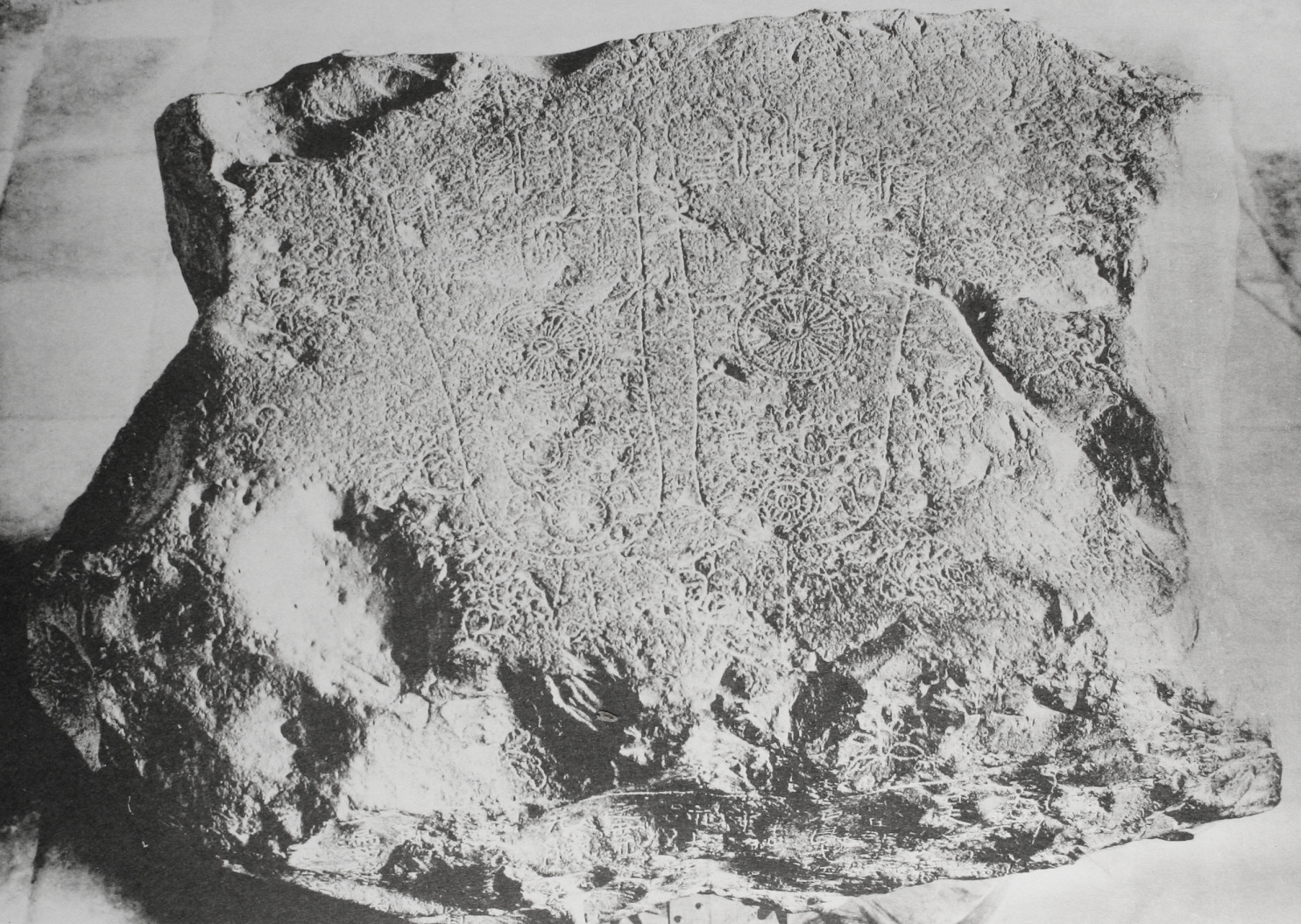
薬師寺の仏足石（石は角礫岩といわれている）

『観仏三昧経』などに、「仏足の妙相（千輻輪相など）を拝む者は、千劫の罪障が消滅する功徳があるといわれることから、仏足石が造られた。仏足石は、仏像ができる前から、釈迦を象徴するものとして礼拝の対象となっており、その風習は、古くからインドにおいて盛んに行われていた。」とある。これは釈迦入滅後にその足跡を石に彫刻したことにより始まり、やがてその転写が中国の諸寺に安置され、さらに日本にも伝来した（#仏足跡信仰の日本への伝来を参照）。
日本最古の仏足石が薬師寺に伝わるが、その傍らに本歌碑があり、仏徳讃歌の意から詠った和歌21首が刻まれている。歌体は、五七五七七七の6句38文字という特殊な形式であり、そこには、仏足石の周りを礼拝していた情景や心情などが表現されている。
奈良時代は『万葉集』を生んだ短歌の全盛期であるが、その当時に書写された歌は実にわずかしか残っていない。その中に、法隆寺五重塔初層天井組木落書、韓藍花歌切、石神遺跡出土木簡などがあるが、そのほとんどは歌の断片であり、歌末まで記した本歌碑は、文学的遺作の乏しい時代の作品として、史学上、文学上、書学上、重視されている。また、当時の金石文として、法隆寺金堂薬師如来像光背銘・法隆寺金堂釈迦三尊像光背銘・宇治橋断碑などがあるが、いずれも漢文体であり、この中にあって本歌碑のみは万葉仮名で記録された最古の国語文として貴重な存在である。
本歌が印本となって世に出たのは、江戸の医官・本草学者である野呂元丈の『仏足石碑銘』（1752年（宝暦2年）刊行）が最初であり、続いて狩谷棭斎が野呂の欠を補うべく『古京遺文』を1818年（文政元年）に刊行した。歌の解説では、山川正宣の『仏足石和歌集解』（1827年刊）が最も詳密で、最秀との評がある。山川はその著書の中で、野呂と棭斎の業績を高く評価している。

## 碑文
歌碑の大きさは、高さ188cm、幅47cm、厚さ4.5cm。光沢のある黒色の石で、粘板岩といわれている。その石質について板橋倫行は、「緻密で弾けば磬の響を出すような稀に見る堅質である。」と述べている。文字面は少し加工されていて、そこに21首の歌が一首一行で2段に刻してあり、上段に11首、下段に10首ある（標題も頭書されている）。左右の両端は自然のままに近く、凹凸があるが、磨滅しているため、上段左端の11番歌と下段左端の21番歌の文字が一部欠損し、判読できない。文字の大きさは、1.2cmないし1.5cm角で、高さ146.4cm、幅37cmないし40.9cmの範囲に、当初全歌で826字あったと考えられる。
左端の21番歌について野呂実夫は、「他行に比べ、字体に異同があり、後補の疑いがある。（趣意）」と述べているように、文字の大小・間隔も不同なので、21番歌を後の補刻と見るものもある。しかし、山川正宣は、「真石を見ると、他行にもまた怪しいところがあり、これは、石面の凹凸のままに彫ったためであり、自ずから不同が出来たものと思われる。（趣意）」と述べ、書家の飯島春敬も「自然の凹凸面に都合よく刻したので、調子が揃わなかったのである。」と述べている。
なお、歌碑の裏面に「石見れは□（ほ）し〳〵」「西京」「念人」など、後世の手による文字の線刻がある。側面にも同様に、後世の手による若干の文字の線刻がある。

### 仏足跡歌
頭書された標題によると、1番歌から17番歌の17首が「慕仏跡」の歌、18番歌から21番歌の4首が「呵責生死」の歌となる。「慕仏跡」とは、仏足跡を慕うこと。「慕」の字は上部が判読できず、古くは「恭」と推定されていたが、橋本進吉が「慕」と改め、武田祐吉も「慕」としている。なお、林古渓が「慕」字の上にもう一字存在した可能性を指摘し、これを受けて廣岡義隆が9番歌・14番歌の表現から「敬慕」を想定する案を示している。「呵責生死」とは、世間の生死に迷えるを責め、無常を観じる歌であり、仏足跡のことではない。
標題の位置は、「慕佛跡」の文字が2番歌の冒頭に、「一十七首」は9番歌の冒頭に、「呵嘖生」は18番歌の冒頭に、「死」は20番歌の冒頭にそれぞれ刻まれている。21番歌の冒頭は磨滅しているが、「四首」と書かれていたと推測されている。

#### 原文・読み方・大意
“□”は失われた文字、それに続く“（　）”内は推測した文字を示す。
| 標題        | 番号 | 原文                                                                                      | 読み方 | 大意 |
| ----------- | ---- | ----------------------------------------------------------------------------------------- | --- | --- |
|             | 1    | 美阿止都久留 伊志乃比鼻伎波 阿米尓伊多利 都知佐閇由須礼 知々波々賀多米尓 毛呂比止乃多米尓 | 御跡（みあと）作（つく）る 石（いし）の響（ひび）きは 天（あめ）に到（いた）り 地（つち）さへ揺（ゆ）すれ 父母（ちちはは）がために 諸人（もろひと）の為（ため）に               | 父母のために、また衆生のために仏足跡を刻むその石の響きは天地を震い、諸天諸仏も感応あれと祈ろう。                                                                 |
| □（慕）佛跡 | 2    | 弥蘇知阿麻利 布多都乃加多知 夜蘇久佐等 曾太礼留比止乃 布美志阿止々己呂 麻礼尓母阿留可毛   | 三十（みそち）余（あま）り 二（ふた）つの相（かたち） 八十（やそ）種（くさ）と 具足（そだ）れる人（ひと）の 踏（ふ）みし跡処（あとどころ） 希（まれ）にも有（あ）るかも         | 三十二相八十種好が具わった人（釈迦）の踏んだ跡は、たいへん珍しく、ありがたいものである。                                                                         |
|             | 3    | 与伎比止乃 麻佐米尓美祁牟 美阿止須良乎 和礼波衣美須弖 伊波尓恵利都久 多麻尓恵利都久       | 善（よ）き人（ひと）の 正目（まさめ）に見（み）けむ 御跡（みあと）すらを 吾（われ）は得（え）見（み）ずて 石（いは）に彫（ゑ）りつく 玉（たま）に彫（ゑ）りつく                 | 釈迦在世当時の諸菩薩は、釈迦の足跡を目の当たりにすることができたが、我々末世の衆生は縁なしくて見ることがでない。ゆえに、石に彫りつけ、その仏足跡を偲ぶのである。 |
|             | 4    | 己乃美阿止 夜与呂豆比賀利乎 波奈知伊太志 毛呂毛呂須久比 和多志多麻波奈 須久比多麻波奈     | この御跡（みあと） 八万（やよろづ）光（ひかり）を 放（はな）ち出（いだ）し 衆生（もろもろ）済（すく）ひ 度（わた）し給（たま）はな 済（すく）ひ給（たま）はな                   | この仏足跡から八万の光明を放ち出して、迷いの衆生を救い、悟りの彼岸に至らし給え。                                                                                 |
|             | 5    | 伊可奈留夜 比止尓伊麻世可 伊波乃宇閇乎 都知止布美奈志 阿止乃祁留良牟 多布刀久毛阿留可     | いかなるや 人（ひと）に坐（いま）せか 石（いは）の上（うへ）を 土（つち）と踏（ふ）みなし 跡（あと）残（のけ）るらむ 貴（たふと）くもあるか                                     | なんてありがたい人でしょうか、この堅い石の上を柔らかい土のように踏まれて、足跡を後世まで残されたのでしょう。なんて貴いことでしょう。                             |
|             | 6    | 麻須良乎乃 須々美佐岐多知 布賣留阿止乎 美都々志乃波牟 多太尓阿布麻弖尓 麻佐尓阿布麻弖尓   | 丈夫（ますらを）の 進（すす）み先（さき）立（た）ち 踏（ふ）める跡（あと）を 見（み）つつ偲（しの）はむ 直（ただ）に逢（あ）ふまでに 正（まさ）に逢（あ）ふまでに               | 釈迦が弟子たちの前に立って踏んだ足跡を見ながら、釈迦にまさに出会ったように偲ぼう。                                                                               |
|             | 7    | 麻須良乎乃 布美於祁留阿止波 伊波乃宇閇尓 伊麻毛乃己礼利 美都々志乃覇止 奈賀久志乃覇止     | 丈夫（ますらを）の 踏（ふ）み置（お）ける跡（あと）は 石（いは）の上（うへ）に 今（いま）も残（のこ）れり 見（み）つつ偲（しの）へと 永（なが）く偲（しの）へと                 | 仏足跡は石の上に今も残っている。それを見ながら永く偲ぼう。 |
|             | 8    | 己乃美阿止乎 多豆祢毛止米弖 与岐比止乃 伊麻須久尓々波 和礼毛麻胃弖牟 毛呂毛呂乎爲弖       | この御跡（みあと）を 尋（たづ）ね求（もと）めて 善（よ）き人（ひと）の 坐（いま）す国（くに）には 吾（われ）も詣（まゐ）でむ 衆生（もろもろ）を率（ゐ）て                       | 仏足跡に縁を求めて、衆生とともに極楽往生を願うのである。 |
| 一十七首    | 9    | 舍加乃美阿止 伊波尓宇都志於伎 宇夜麻比弖 乃知乃保止氣尓 由豆利麻都良牟 佐々義麻宇佐牟     | 釈迦（しゃか）の御跡（みあと） 石（いは）に写（うつ）し置（お）き 敬（うやま）ひて 後（のち）の仏（ほとけ）に 譲（ゆづ）り奉（まつ）らむ 捧（ささ）げ申（まう）さむ             | 釈迦の足跡を石面に写しおいて敬いつつ、かの弥勒の出世をも待つべきである。                                                                                         |
|             | 10   | 己礼乃与波 宇都利佐留止毛 止己止婆尓 佐乃己利伊麻世 乃知乃与乃多米 麻多乃与乃□□（多米）   | これの世（よ）は 移（うつ）り去（さ）るとも 常磐（とことは）に さ残（のこ）り在（いま）せ 後（のち）の世（よ）の為（ため） またの世（よ）の為（ため）                           | たとえこの世は末に及んでも、不朽の仏足跡は残ったまま、来世を導くのである。                                                                                       |
|             | 11   | 麻須良乎能 美阿□（止）□……□                                                                | 丈夫（ますらを）の 御跡（みあと）…（以下、欠損のため不明） | （欠損により意味不明） |
|             | 12   | 佐伎波比乃 阿都伎止毛加羅 麻爲多利弖 麻佐米尓弥祁牟 比止乃止毛志□（佐） 宇礼志久毛阿留可  | 福（さきはひ）の 篤（あつ）き輩（ともがら） 参到（まゐた）りて 正目（まさめ）に見（み）けむ 人（ひと）の羨（とも）しさ うれしくもあるか                                         | 釈迦在世の人々が参詣して目の当たりに礼拝できるのは羨ましい。が、今その写し造った足跡を拝めるのはうれしいことである。                                             |
|             | 13   | 乎遲奈伎夜 和礼尓於止礼留 比止乎於保美 和多佐牟多米止 宇都志麻都礼利 都加閇麻都礼利       | をぢなきや 吾（われ）に劣（おと）れる 人（ひと）を多（おほ）み 済（わた）さむ為（ため）と 写（うつ）し奉（まつ）れり 仕（つか）へ奉（まつ）れり                                 | 意気地のない我にもなお劣れる多くの衆生を済度するために、この仏足跡を写して奉仕する。                                                                             |
|             | 14   | 舍加乃美阿止 伊波尓宇都志於伎 由伎米具利 宇夜麻比麻都利 和我与波乎閇牟 己乃与波乎閇牟     | 釈迦（しゃか）の御跡（みあと） 石（いは）に写（うつ）し置（お）き 行（ゆ）き廻（めぐ）り 敬（うやま）ひ奉（まつ）り 我（わ）が世（よ）は終（を）へむ この世（よ）は終（を）へむ | 釈迦の足跡を石に写しおき、敬いながらそのあたりを行きめぐり、我が世を尽そう。                                                                                     |
|             | 15   | 久須理師波 都祢乃母阿礼等 麻良比止乃 伊麻乃久須理師 多布止可理家利 米太志可利鷄利         | 薬師（くすりし）は 常（つね）のも有（あ）れど 賓（まらひと）の いまの薬師（くすりし） 貴（たふと）かりけり 珍（めだ）しかりけり                                                 | 薬師如来の尊像は、世間にあるものも貴いけれど、異国の人が作ったこの薬師如来はなんて貴いものであろうか。（異説あり）                                               |
|             | 16   | 己乃美阿止乎 麻婆利麻都礼婆 阿止奴志乃 多麻乃与曾保比 於母保由留可母 美留期止毛阿留可     | この御跡（みあと）を 廻（まは）りまつれば 跡主（あとぬし）の 玉（たま）の装（よそほ）ひ 思（おも）ほゆるかも 見（み）る如（ごと）もあるか                                       | 仏足跡の周りを礼拝すれば、釈迦の麗しき容貌が偲ばれ、目に見えるようだ。                                                                                           |
|             | 17   | 於保美阿止乎 美尓久留比止乃 伊尓志加多 知与乃都美佐閇 保呂夫止曾伊布 乃曾久止叙伎久       | 大（おほ）御跡（みあと）を 見（み）に来（く）る人（ひと）の 去（い）にし方（かた） 千歳（ちよ）の罪（つみ）さへ 滅（ほろ）ぶとぞ言（い）ふ 除（のぞ）くとぞ聞（き）く           | 一たび仏足跡を拝めば、過去千歳の罪も消滅するのである。 |
| 呵嘖生      | 18   | 比止乃微波 衣賀多久阿礼婆 乃利乃多能 与須加止奈礼利 都止米毛呂毛呂 須々賣毛呂母呂         | 人（ひと）の身（み）は 得難（えがた）く有（あ）れば 法（のり）の為（た）の 縁（よすか）と成（な）れり 勉（つと）め衆生（もろもろ） 進（すす）め衆生（もろもろ）                 | 人身は得がたきものであるならば、法のために仏を尊んで、後世を祈りなさい。                                                                                         |
|             | 19   | 与都乃閇美 伊都々乃毛乃々 阿都麻礼流 伎多奈伎微乎婆 伊止比須都閇志 波奈礼須都倍志         | 四（よ）つの蛇（へみ） 五（いつ）つの鬼（もの）の 集（あつ）まれる 穢（きたな）き身（み）をば 厭（いと）ひ捨（す）つべし 離（はな）れ捨（す）つべし                             | 不浄の人身であるならば、はやく厭離して仏道に入りなさい。 |
| 死          | 20   | 伊加豆知乃 比加利乃期止岐 己礼乃微波 志尓乃於保岐美 都祢尓多具覇利 於豆閇可良受夜         | 雷（いかづち）の 電光（ひかり）の如（ごと）き これの身（み）は 死（し）にの王（おほきみ） 常（つね）に副（たぐ）へり 懼（お）づべからずや                                       | 電光のように、はかないこの身は、常に死を伴っている。恐れることはない。                                                                                           |
| □□（四首）  | 21   | □都□□□ □□□□比多留 比□乃多尓 久須理師毛止牟 与伎比止毛止无 佐麻佐牟我多米尓                | □つ□□□ □□□□ひたる ひ□の為（た）に 薬師（くすりし）求（もと）む 善（よ）き人（ひと）求（もと）む 醒（さま）さむが為（ため）に                                                    | （欠損により意味不明） |

|    | 1句 | 2句 | 3句 | 4句 | 5句 | 6句 | 合計 |
| -- | --- | --- | --- | --- | --- | --- | ---- |
| 1  | 6   | 7   | 6   | 7   | 8   | 8   | 42   |
| 2  | 6   | 7   | 5   | 7   | 8   | 8   | 41   |
| 3  | 5   | 7   | 6   | 7   | 7   | 7   | 39   |
| 4  | 5   | 8   | 6   | 7   | 7   | 7   | 40   |
| 5  | 5   | 7   | 6   | 7   | 7   | 8   | 40   |
| 6  | 5   | 7   | 6   | 7   | 8   | 8   | 41   |
| 7  | 5   | 8   | 6   | 7   | 7   | 7   | 40   |
| 8  | 6   | 7   | 5   | 7   | 7   | 7   | 39   |
| 9  | 6   | 8   | 5   | 7   | 7   | 7   | 40   |
| 10 | 5   | 7   | 5   | 7   | 7   | 7   | 38   |
| 11 | 5   | ?   | ?   | ?   | ?   | ?   | ?    |
| 12 | 5   | 7   | 5   | 7   | 7   | 8   | 39   |
| 13 | 5   | 7   | 6   | 7   | 7   | 7   | 39   |
| 14 | 6   | 8   | 5   | 7   | 7   | 7   | 40   |
| 15 | 5   | 7   | 5   | 7   | 7   | 7   | 38   |
| 16 | 6   | 7   | 5   | 7   | 7   | 8   | 40   |
| 17 | 6   | 7   | 5   | 7   | 7   | 7   | 39   |
| 18 | 5   | 7   | 5   | 7   | 7   | 7   | 38   |
| 19 | 5   | 7   | 5   | 7   | 7   | 7   | 38   |
| 20 | 5   | 7   | 5   | 7   | 7   | 7   | 38   |
| 21 | ?   | ?   | 5   | 7   | 7   | 8   | ?    |

#### 注解
第1番歌
- 阿止（あと）は、足処であり、足跡のこと[44]。
- 毛呂比止（もろひと）は、諸人（もろびと）であり、古くは清音[45]。

第2番歌
- 弥蘇知阿麻利　布多都乃加多知　夜蘇久佐（みそちあまり　ふたつのかたち　やそくさ）は、『法華経』にある「三十二相、八十種好」のことを「三十余り二つの相、八十種」と翻訳している[5][46]。
- 曾太礼留（そだれる）は、『金剛経』にある「如来は五眼を具足す」の「具足」（具わり足れるの意）のことを「具足れる」と翻訳している[5]。

第3番歌
- 与伎比止（よきひと）は、『阿弥陀経』にある「是の如き諸上善人と倶に一所に会するを得ん」の「善人」（釈迦在世当時の諸菩薩の意）のことを「善き人」と翻訳している[5][47]。
- 麻佐米（まさめ）は、正目であり、目の当たりのこと[48]。
- 須良（すら）は、主語を強める語[48]。
- 多麻（たま）は、玉であり、石の美称[49]。

第4番歌
- 毛呂毛呂（もろもろ）は、衆生のこと[48]。
- 須久比　和多志（すくひ　わたし）は、済度[注釈 9]のこと[48]。

第5番歌
- 乃祁留（のける）は、「のこせる」の約音[50]。

第6番歌
- 麻須良乎（ますらを）は、『涅槃経』にある「如来は人中の丈夫なり」の「丈夫」（仏の意）のことを「丈夫（ますらを）」と翻訳している[5]。
- 須々美佐岐多知（すすみさきたち）は、「諸弟子の前頭に立ちて」ということ[51]。

第7番歌
- 覇を「へ」と読むのは呉音による[52]。

第8番歌
- 与岐比止乃　伊麻須久尓（よきひとの　いますくに）について野呂実夫は、「善人の住む国は極楽浄土である」と述べている[53]。

第9番歌
- 舍加（しゃか）は、釈迦のこと[54]。
- 乃知乃保止氣（のちのほとけ）について野呂実夫は、「後の仏とは弥勒菩薩のことである」と述べている。これは、弥勒菩薩が釈迦入滅後、56億7千万年の後に出現し、人天を化益[注釈 11]すると言われていることによる[53][56]。

第10番歌
- 佐乃己利（さのこり）の「さ」は、発語のため、残りという意[57]。
- □□の2字は磨滅しているが、山川正宣と井上通泰は、「多米」としている[53][54]。

第11番歌
- 阿□（あ□）の「阿」の次は「止（と）」である[58]。

第12番歌
- 佐伎波比乃　阿都伎止毛加羅（さきはひの　あつきともがら、幸福の篤き輩）について、山川正宣と太田水穂は、釈迦在世当時の人々を指しているが、井上通泰は、「多幸なる人々にて王玄策等を指せるなり。」[58]と述べている[57][59]。
- 麻爲多利（まゐたり）は、参（まゐ）り到（いた）りの約音[57][58]。
- 比止（ひと）の「比」の部分は碑面磨滅しており、狩谷棭斎の『古京遺文』などでは「阿」としている。が、山川正宣が『仏足石和歌集解』で「比」と読んでから『大日本金石史』と『寧楽遺文』もこれに従った。ただし、井上通泰は、「“幸福の篤き輩”と言って更に“人”とは言わない。“己止”などとするべきであるが、拓本には明らかに“比止”とあり、実物を見ても“比止”と見える。ゆえにこれは誤字であろう。（趣意）」と述べている[58][60]。廣岡義隆も「阿」としている[61]。
- 止毛志□（ともし…）の「ともし」は、古歌では専ら、「羨ましく珍しき」の意に用いており、ここも同じ。「志」の下は磨滅しており、『古京遺文』では「佐乎」の2文字を補っている。山川正宣は、「“佐”は、有るであろうが、“乎”は、はっきりしない。」と述べ、次田潤は「佐」のみを補っている[57][60]。廣岡義隆は、「佐乎」の2文字としているが、その理由の一つとして、「第6句と第7句との間隔が、従来通りの“佐”のみを補う7音節とすると、異常に開き過ぎる。（趣意）」と述べている[61]。

第13番歌
- 乎遲奈伎（をぢなき）は、『日本書紀』に懦弱（だじゃく、惰弱とも）とある[62]。

第14番歌
- 由伎米具利（ゆきめぐり）は、行道[注釈 12]のことであり、ここでは、仏足石のあたりを行きめぐること[64][65]。
- 和我与波乎閇牟（わがよはをへむ）は、我が世を尽そうということ[64]。

第15番歌
- 久須理師（くすりし）は、薬師如来の尊像のこと[66]。ただし、異説あり（#15番歌の解釈についてを参照）。
- 都祢乃母阿礼等（つねのもあれど）は、「世の常のも貴いけれども」の意[66]。
- 麻良比止（まらひと）は、異国より渡ってきた人のこと[62]。
- 伊麻（いま）は、「この」という意[66]。
- 米太志（めだし）は、めづらしの約音であり、感嘆の意[67]。

第16番歌
- 阿止奴志（あとぬし）は、足跡の主の意であり、釈迦を指す[67]。
- 多麻乃与曾保比（たまのよそほひ）は、『観仏三昧経』にある「玉貌」という語からの引用と思われる。「玉」は、麗しきであり、「貌」は、容貌のこと[68][65]。
- 於母保由留可母（おもほゆるかも）は、「偲ばるるかな」の意[68]。

第17番歌
- 於保美阿止（おほみあと）は、大御跡であり、御跡と同じこと。仏足跡に対しての切なる尊称[67]。
- 伊尓志加多　知与（いにしかた　ちよ）の「いにしかた」は、「いにしえ」と同じ。よって、過去千歳[注釈 13]ということ[67][68]。
- 夫（ぶ）の字について、山川正信・井上通泰・太田水穂などは「夫」としているが、久曾神昇・廣岡義隆は「歩」としている。廣岡義隆は、「原字は微妙な字形で“夫”の異体字形に近い面を持つが、やはり“歩”の一異体字形とみた方がよい。（後略）」と述べている[70][3][67][68][71]。

第18番歌
- 比止乃微波　衣賀多久阿礼婆（ひとのみは　えがたくあれば）とは、人として生まれ出ることは難しいことなのに、たまたま得がたき人の身と生まれたという意[34]。
- 乃利乃多（のりのた）は、「法の為」ということ[36]。
- 与須加（よすか）は、縁（よすが）のこと。古くは清音[72]。「法の為の縁となれり」とは、仏法を証することができるものは人間に限るとの意[34][37]。

第19番歌
- 与都乃閇美　伊都々乃毛乃（よつのへみ　いつつのもの）は、『涅槃経』にある「地水火風は四大蛇の如く、五蘊は旃陀羅の如し」の「四大は蛇、五蘊は旃陀羅」（人身は不浄であるとの意）のことを「四つ蛇　五つの鬼（もの）」と翻訳している[5]。

第20番歌
- 己礼乃微波（これのみは）は、「この身は」ということ[73]。
- 志尓乃於保岐美（しにのおほきみ）の「おほきみ」は、王のことなので、これは、死王[注釈 14]の直訳である。野呂実夫は、「死王は、ここでは死のことである（趣意）」と述べている[33][73]。
- 於豆閇可良受夜（おづべからずや）は、「恐るべきにあらずや」である[73]。

第21番歌
- □□□□比多留（□□□□ひたる）は、「佐氣尓恵比多留」（酒に酔（ゑ）ひたる）であろう[75][76]。「よう」は、「ゑふ」の転[77]。
- 比□乃多尓（ひ□のたに）は、「比止乃多尓」（人の為に）であろう。「たに」は「ために」である[75][75]。

#### 15番歌の解釈について
15番歌に「久須理師」（くすりし）という語が2回出てくるが、僧契沖・山川正宣・井上通泰などはそれを薬師如来像と解釈している。するとこの歌の訳は、「薬師如来の尊像は、世間にあるものも貴いけれど、異国の人が作ったこの薬師如来はなんて貴いものであろうか。」などとなる。
これに対して、最初の「久須理師」を普通の医師と解釈し、後出の「久須理師」を仏足跡ないし釈迦とする説がある（武田祐吉・太田水穂・大井重二郎など）。大井は次の武田の訳をこの歌の名訳と称している。「お医者様は常の方もあるが、珍しいお客様、この世の苦しみを救うお医者様なる、仏の足跡は尊くあります。珍重すべきものでございます。」
前者の解釈によれば、「慕仏跡」の歌の中に、仏足跡ではなく、薬師寺の本尊を称える歌が混在するという不統一さが生じるが、これについて山川正宣は、「この歌は人々が読んでいたものを集めて書き連ねたと思われるので、仏足跡ではなく、ただ薬師如来を称える歌も交ざったのであろう。（趣意）」と述べている。また、薬師寺の本尊は百済国より渡って、祚蓮法師が龍宮の伽藍を模したことなどが古伝にあるが、その15番歌によって、その本尊は明らかに外人が来朝して作ったことが示されることになる。

#### 評価
- 「仏足跡歌は、すべて表現が稚拙であるが、それが却って、こういう性質の歌には相応しい風格を与えている。いずれも信仰や道義を説教するという、理屈歌となっていないところがよい。」（藤田徳太郎）[80]。

- 「内容は詩として見るにはあまりに不熟でもあり、浅薄でもあるが、その不熟浅薄なところに、当代人の思想の程度が伺われるわけである。」（鈴木暢幸）[16]。

- 「8番歌にある“善き人の坐国”とは、西方浄土を意味するが、『万葉集』の中にはまだ歌われていない浄土思想が言い表されているのは、さすがに讃仏歌である。（趣意）」（鈴木暢幸）[16]。

- 「21首を玩味すると、史学上、語学上、得るところが少なからずあり、参考となるが、文芸上には大なる価値があるとは思われない。（趣意）」（井上通泰）[81]。

### 仏足跡歌体
本歌は、1句に6字、8字の字余りが多くあるが、総じて短歌（五七五七七）の末尾に1句7字を加えたものといえる。ただし、歌の意はみな5句31字で完結している。最後の1句は、大方は上の句の意味を添加補足するような語気になっており、いずれも注釈のように小字で書き添えている。ゆえに、仏足跡歌は短歌の一変形と見ることができる。
記紀歌謡では純粋な仏足跡歌体とすべきものは一首しかなく、『万葉集』にも一首しかない特殊な歌体であり、本歌碑のようにまとまって用いられている例がなく、ゆえに仏足跡歌体と呼ばれている。
高野辰之は、「この歌体の類例を『万葉集』の古和讃神楽歌などに求めて判断すると、恐らく諷誦されたものである。（趣意）」と述べ、鈴木暢幸も、「この歌体であるのは、恐らくこの歌を讃唱しながら、この仏足石の周囲を行道した趣を示すものと思われる。」と述べているように、この歌体が諷誦形式であることを示唆している。

### 万葉仮名の特徴
| あ                       | い                          | う               | え                                  | お                          |
| ------------------------ | --------------------------- | ---------------- | ----------------------------------- | --------------------------- |
| 阿（26）                 | 伊（19）                    | 宇（10）         | 衣（2）                             | 於（9）                     |
| か                       | き                          | く               | け                                  | こ                          |
| 可（10） 加（8） 賀（1） | 伎1（12） 岐1（4）          | 久（17）         | 祁1（4） 家1（1） 氣2（1） 鷄1（1） | 己2（10）                   |
| が                       |                             | ぐ               | げ                                  | ご                          |
| 賀（3） 我（1） 加（1）  |                             | 具（2）          | 義2（1）                            | 期2（2）                    |
| さ                       | し                          | す               | せ                                  | そ                          |
| 佐（17）                 | 志（19） 師（3） 止（1）    | 須（18）         | 世（2）                             | 曾2（2） 蘇1（2）           |
|                          |                             | ず               |                                     | ぞ                          |
|                          |                             | 須（1） 受（1）  |                                     | 曾2（2） 叙2（1）           |
| た                       | ち                          | つ               | て                                  | と                          |
| 多（29）                 | 知（12）                    | 都（32）         | 弖（5）                             | 止2（46） 刀1（1） 等2（1） |
| だ                       | ぢ                          | づ               | で                                  | ど                          |
| 太（4）                  | 遲（1）                     | 豆（5）          | 弖（3）                             | 止2（1） 等2（1）           |
| な                       | に                          | ぬ               | ね                                  | の                          |
| 奈（10）                 | 尓（27）                    | 奴（1）          | 祢（3）                             | 乃2（52） 能2（2）          |
| は                       | ひ                          | ふ               | へ                                  | ほ                          |
| 波（23） 婆（2）         | 比1（23）                   | 布（10）         | 閇2（8） 覇1（3）                   | 保（7）                     |
| ば                       | び                          | ぶ               | べ                                  |                             |
| 婆（3）                  | 鼻1（1）                    | 夫（1）          | 閇2（2） 倍2（1）                   |                             |
| ま                       | み                          | む               | め                                  | も                          |
| 麻（34）                 | 美1（23） 微2（3） 弥1（2） | 牟（12） 无（1） | 米2（13） 賣1（2）                  | 毛（21） 母（5）            |
| や                       |                             | ゆ               |                                     | よ                          |
| 夜（7）                  |                             | 由（4）          |                                     | 与2（13）                   |
| ら                       | り                          | る               | れ                                  | ろ                          |
| 羅（1）                  | 利（22） 理（4）            | 流（1）          | 礼（19）                            | 呂2（12）                   |
| わ                       | ゐ                          |                  | ゑ                                  | を                          |
| 和（6）                  | 爲（2） 胃（1）             |                  | 恵（2）                             | 乎（16）                    |
| しゃ                     |                             |                  |                                     |                             |
| 舍（2）                  |                             |                  |                                     |                             |

万葉仮名には音仮名と訓仮名がある。音仮名とは、漢字のもつ意味を捨て、漢字の「音」を借りて日本語を書きあらわす仮名であり、万葉仮名の大部分を占める。訓仮名とは、「訓」を利用して日本語を書きあらわす仮名である（韓藍花歌切#音仮名から訓仮名へを参照）。
本歌と同じ時代の『万葉集』では、音仮名と訓仮名を規律なく交ぜて用いているが、本歌は記紀の歌と同様にすべて音仮名で書かれている。しかし、記紀と違い、本歌で用いている万葉仮名はごく限られたものによっている。例えば、『日本書紀』では、「く」は、「久・玖・句…絇・衢・寠」など約15種類、「し」は約35種類に至り、まるで漢字の知識を誇示するかのようであるが、本歌では前者は「久」のみ、後者は「志・師・止」の3種類だけである。これについて大島正二は、「本歌が仏歌であるがために、仏の功徳を賛美し、横行するさまざまな悪を戒めたいという願いに主眼がおかれ、平易な文字に統一されたのであろう。（趣意）」と述べている。
本歌では、厳密な区別はないものの、「久（く）」と「具（ぐ）」、「都（つ）」と「豆（づ）」、「比（ひ）」と「鼻（び）」など、字源の清濁に基づいた用字になっており、また、拗音の「釈迦」を「舍加」と記している。本歌の用字を他の歌と比較すると以下のごとくである。
- 「胃」を「ゐ」の仮名としているのは他に例がない。
- 「舍」を「しゃ」としているのは特異な例。
- 「鷄1」（け）、「覇1」（へ）、「微2」（み）は比較的用例が少ない。
- 「須」（ず）、「等2」（ど）は濁音としては用例が少ない。
- 『古事記』の歌には、あ行の「え」がない代わりに、や行の「延」がある。
- 本歌には、あ行の「え」の「衣」があって、や行の「え」がない。
- や行の「い」とわ行の「う」は『古事記』と本歌の双方にない。
- 「義2」（げ）、「鼻1」（び）は記紀と一致せず、その用例が少ない。

以上の比較結果から北里闌は、「本歌は、『古事記』をまず『日本書紀』と比較し、次いで『風土記』、『万葉集』以下の各書と比較した最後に書かれたことがわかる。」と述べている。
上代特殊仮名遣の区別は概ね保たれている。例えばミ甲類の「美1・弥1」が「見・御」の仮名として用いられる一方、乙類の「微2」は「身」の仮名として用いられており、両者の区別ははっきりしている。同様の区別が「ケ・ヘ・メ・ソ」などにも見られる。しかし「ト」については万葉集で甲類のトを使用する「たふと（尊）・つとめ（勉）」について、いずれも乙類の「止2」が使われており、すでにトの甲乙の区別は失われていたようである。

### 書体・書風
筆者、刻者は不明である。書体は楷書体。六朝北派の書風であるが、すでに唐式が加味され、凛然としている。奈良時代の写経にも通じているが、素朴含蓄のあるものとなっている。
碑面は多少の加工はあるが、だいたい自然のままで、石の疵を避けたり、窪んだ中にそのまま刻したりしたところもある。また、石面が荒く、凹凸のあるところは大きく刻したところもあるので、石面に直接、墨書したものと思われる。刻法は生き生きとして、おおらかな気分であり、しかも一種、高古真率なものが漂う。全体としてよく整っており、彫刻の技術も進んでおり、肉筆に対するがごとき感を与えている。
清の楊守敬は、「和文に属するといえども、また書法の別格、自立するに足る。」と称している。廣岡義隆は、「原碑の文字は一点一画も疎かにしないきびきびとした書風で、惚れ惚れとするものである。書道上も意義あるものと確信する。」 と述べている。

### 翻訳の始まり
本歌でもう一つ特筆すべきことに、漢語・漢文の翻訳がある。漢語・漢文で書かれた内容を消化し、日本語で言いなおす知的作業がみられる。それは、本歌で多く使われている仏語に対して行われ、その翻訳例は、現存する文献の中で、日本最古のものである。日本での本格的な漢文学習は5世紀初頭に始まったが、それからおよそ300年を経て、古代日本の人々は外国語で書かれた文章の内容を理解し、それを自国語に写しなおすことのできるレベルにまで到達したということであり、これは翻訳史上、画期的なことである。

## 歌碑の製作年代
歌碑の製作年代は明らかではない。薬師寺の仏足石は753年（天平勝宝5年）に成ったものであるが、それと歌碑との関係を示す文献がないため、歌碑の製作年もそれに求めることはできない。しかし、久曾神昇は、「疑問は存するが、歌碑は仏足石に伴ってでき、かつ、ともに伝存してきたと思われ、ことに他に類似の仏足石の伝存しないことによれば、現在の薬師寺の仏足石に伴って成ったものと考えるべきであろう。」と述べている。
歌碑の製作年代を歌の内容や歌体から、薬師寺の仏足石の造立とほぼ同時期とする説（753年ごろ）と、用字法などの研究から、それより少し後とする説（770年ごろ）がある。

### 753年ごろとする説
- 「歌の意を察すると、薬師寺の仏足石と同時に作ったものである。（趣意）」（井上通泰）[90]
- 「歌品や歌体から考えて、天平勝宝時代（749年 - 757年）の作であることは疑いあるまい。」（新町徳之）[28]

### 770年ごろとする説
- 「『万葉集』の中でも新しい歌は本歌と同じ音仮名の写出法によっているのを見れば、これは一般に奈良時代（710年 - 794年）後期の風であったと見える。（趣意）」（鈴木暢幸）[16]
- 「6番歌や7番歌に“偲ぶ”とあるが、“偲ぶ”の＜の＞に＜乃＞を用いる例は『万葉集』巻16以前にはなく、巻17以後にのみ見える用字法である。また、9番歌の“捧げ申さむ”とあるのも『万葉集』巻16までにはなく、巻17以後にのみ存在する語法である。この2例から見ても、歌碑の成立は、761年（天平宝字5年）以後、恐らく770年（宝亀元年）ごろと考えるべきであろう。」（久曾神昇、#仏足石銘の刻字年代を参照）[3]
- 「14番歌の“釈迦の御跡　石に写し置き行きめぐり”や16番歌の“この御跡を廻りまつれば”など、仏足石のまわりを回りつつ歌ったと思われる語や、1番歌などの踊り字の用字法などから、753年より少し後の770年のものとされる。」（森岡隆[注釈 20]）[2]

## 歌の作者
歌の作者は不明であり、文室浄三説、光明皇后説、数人の合作説がある。まず、一人の作か数人の合作かについて井上通泰は、「恐らく一人の作である。」とし、その根拠として次の5つを挙げている。
1. 歌体が統一されていること…21首はことごとく特殊な歌体を用いている。ゆえに、少なくとも諸人が思い思いによんだものを集めたものではない。（趣意）[94]
2. 巧拙の差がないこと…もし数人の合作ならば、若干の傑作も交ざるところを、ことごとく凡作であり、文芸上の価値あるものがない。（趣意）
3. 異様な語が所々に見えること…「そなわれる」を「そだれる」と言う人と、「のこせる」を「のける」と言う人と、「めづらし」を「めだし」と言う人とを別人とは認め難い。（趣意）
4. 仏語直訳が所々に見えること…諸人が言い合わせて仏語直訳を用いたとは認め難い。（趣意）
5. 字余りの句の多いこと…欠損の11番歌を除いて、字余りの句のないものは、わずかに5首（10・15・18・19・20番歌）だけである。このような諸人の趣味が、偶然に一致したとは認め難い。（趣意）[95]

### 文室浄三説
文室浄三は薬師寺の仏足石の発願者である（#仏足跡信仰の日本への伝来を参照）。井上通泰は、歌の作者について、「おそらくは文室浄三である。」とし、それについて次のように述べている。
- 21首中に、その歌を作った人は、やがて仏足石を作った人である[注釈 21]と思わせる歌が数首ある。なかでも、3番歌の「御跡すらをわれは得見ずて石に彫りつく」という箇所である。（趣意）
- 21首中に傑作がないことと、浄三が作家でないこととは、相照らして浄三の作とすべき証左である。（趣意）
- では作家でない浄三が、なぜ仏足跡歌体という歌体を創ることができたのか。『万葉集』巻5に、山上憶良がその歌体で詠んだ歌がある。浄三は先輩の憶良を真似たのであり、浄三の創意ではない。（趣意）[96]

児山信一と北里闌も歌の作者を文室浄三としている。

### 光明皇后説
『拾遺和歌集』巻20に、
 光明皇后山階寺にある仏跡に書きつけ給ひける
三十余り二つの相具へたる昔の人のふめる跡ぞこれ
とある。これによれば、歌碑の2番歌に酷似した歌の作者は光明皇后であることを示していることから、この一首により、本歌はすべて光明皇后の作ではないかとの説が生まれた。しかし、久曾神昇は、「『拾遺集』は、光明皇后崩後240余年に成ったもので、信憑性が乏しい。」と述べ、藤原鶴来は、「歌の作者を沢田東江はその著『書話』で光明皇后としているが、にわかに断じ難い。」と述べている。

### 数人の合作説
- 「仏足石落慶の日などに諸人が行道[注釈 12]の諷誦[注釈 15]に用いた歌を、後に石に彫ったのであろうから、筆者などを強いて考えるべきものではない。（趣意）」（山川正宣）[7][97]
- 「2番歌は、『拾遺集』によれば光明皇后の歌となる。皇后は752年（天平勝宝4年）に崩じたので、年代的には矛盾しないであろうが、確証はない。仏足石落慶の前後に、人々の詠作したものであるまいか。」（久曾神昇）[3]
- 「作者は文室浄三と言われているが、これは個人に特定することは妥当ではなく、行道に諷誦した歌を刻したと思われるので、不特定多数の人々の作と考えるべきである。仏典に基く言葉が多いところから、作者は僧侶が大部分であったかも知れない。」（大井重二郎）[97]
- 「仮名用法・語彙・変字法の有無・歌想内容の違いの諸要素から、次のような結論に至った。
  - 1・2番歌…某人の序歌
  - 3 - 14番歌…仏足石発願者の詠歌
  - 15 - 17番歌…第三者某の詠歌
  - 18 - 20番歌…別人の詠歌
  - この仏足跡歌碑歌における「仏足石発願者」が文室浄三であるかどうか明らかでないが[注釈 22]、浄三の人物像をここに重ねてもおかしくはない。」（廣岡義隆）[98]

## 仏足跡信仰の日本への伝来
薬師寺の仏足石は、石の上面を磨いて仏足跡を刻み、その側面に仏足石造立までの経緯を銘文に刻んでいる。そこには、仏足跡がインドから中国を経て日本へ伝来した経路や、造立の動機が次のように記されている。
唐の貞観のころ、王玄策が中天竺の磨掲陀国の仏堂内にあった仏足跡より複写して持ち帰り、唐の普光寺（長安）の石に彫りつけた。それを天智天皇のころの日本の国使・黄書本実がその普光寺の仏足跡から写して持ち帰り、これを奈良の右京四条一坊の禅院に遺した。その禅院の檀主である文室真人浄三は、753年（天平勝宝5年）に亡夫人・従四位下茨田郡王法名良式の菩提の意から、同年7月15日から同月23日まで13日間を要して、同院に蔵していた仏足跡を石に刻した。（趣意）
「文室浄三が亡き母・茨田女王の追善供養のために」と、その動機を記しているが、尊い釈迦の足跡を石に刻むがゆえに供養となる。その釈迦の足裏は扁平で、千輻輪相があることは三十二相の一つで、釈迦のみに与えられた妙相である。『雑阿含経』第4に、「釈迦に近づくには、その足跡に随っていけば、いつかはきっと側に行ける。」また、「その場所に立って、ありがたい教えを説かれた。」とあり、山下正治は、「それらの考えから足跡信仰が始まったものと思われる。」と述べている。『望月仏教大辞典』には、「古い時代の彫刻や壁画等には仏像を現わさず、菩提樹形、塔形、または輪宝形等とともに仏の記号としての足下千輻輪を刻画していたことにより、その後、この習慣が転じて、ついに仏足石礼拝の慣わしを生ずるに至った。（趣意）」とある。千輻輪相は、インドの原始仏教時代において、釈迦の標識であったのである。
1968年（昭和43年）の報告では、日本に残っている仏足石の数は、107個とあるが、薬師寺の仏足石以外はすべて江戸時代から昭和のはじめに作られたものである。薬師寺の仏足石が753年に造立してから約1000年間、仏足石が注目された記録がなく、ここに仏足石の断絶がある。1752年（宝暦2年）、江戸の医官であった野呂実夫が、木版した仏足石を発行して、ようやく世間に知られるようになった。江戸時代以後の仏足石は、この木版の図を真似して製作されたものと考えられる。その後、北は山形県から南は宮崎県までの広範囲で製作され、安置されるようになった。東京の浄真寺の仏足石は、相撲の土俵のように高く盛ったところに安置され、仏足跡歌の内容のごとく、仏足石を真ん中に、周囲をまわりながらお参りした様子がうかがえる。

## 仏足石と歌碑の所在について

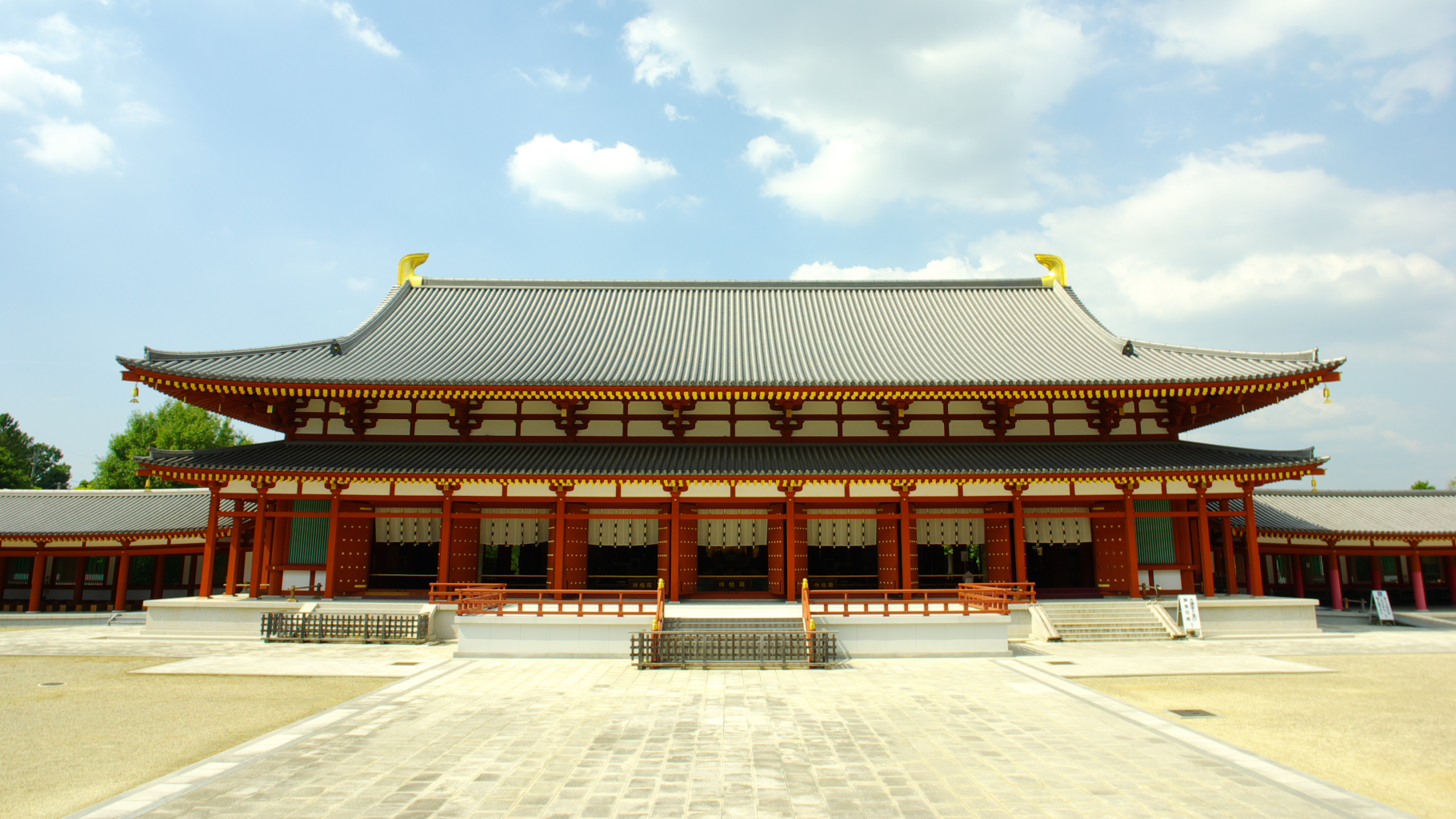
薬師寺・大講堂（仏足石と仏足跡歌碑が安置されている）

1681年（延宝9年）に成った林宗甫の『和州旧跡幽考』によれば、江戸時代初期に現在のごとく、仏足石と歌碑がともに薬師寺に伝存したとある。このように、寛永以来の書には、何れもみな薬師寺での所在を記録しているが、それ以前の所在がはっきりしない。
唐より仏足図を将来して右京禅院に蔵していたことは、仏足石の銘文により明らかである。その禅院には、僧・道昭が住し、はじめ飛鳥にあったが、『日本三代実録』には、「711年（和銅4年）に平城京に移した。」とあることから、平城遷都とともに飛鳥から移したと考えられる。正倉院文書「写疏所解」には、747年（天平19年）当時、その仏足図が同院に存在していた記録があり、銘文の内容と一致する。そして、その仏足図を原本にして、753年に仏足石を刻したことまでは銘文により明白である。が、その仏足石をどこに安置したかについては銘文に記載がなく、また、歌碑との関係についても全く触れていない。
一方、歌碑の2番歌は『拾遺集』に収載され、その題詞よれば明らかに山階寺（興福寺）に所在した仏足跡であることを指している（#光明皇后説を参照）。これにより、森川竹窓が、「歌碑を山階寺より薬師寺に移した。」と述べているように、仏足石と歌碑はともに興福寺にあったとの説が生まれた。しかし、僧・契沖、僧・潮音、狩谷棭斎らは、『拾遺集』に山階寺とあるのは誤りで、初めから薬師寺にあったものとして論を立てている。いち早くその『拾遺集』の題詞に疑問を提起したのは契沖であり、「現に薬師寺に存在する上、薬師如来のことを詠んだ歌（15番歌）もあることから、昔から薬師寺にあったものである。山階寺にあったというのは伝聞の誤り。（趣意）」としている。井上通泰も、「“薬師”を詠んだ歌がある。薬師寺の本尊である“薬師”は世に希なる名作であり、寺の名はやがてこの仏像より付けられた。ゆえに、仏足石は初めから薬師寺にあったのである。（趣意）」と述べている（#15番歌の解釈についてを参照）。
15番歌の薬師如来説を否定している大井重二郎は、その山階寺について、「光明皇后は、山階寺にあった仏足石、すなわち薬師寺のそれとは別個の仏足石について詠まれたものと信じたい。」と述べ、結論としては、「仏足石は薬師寺に原在した。これは禅院の仏足図に拠ったものである。あるいは禅院において造顕したものを、禅院の衰亡によって奈良朝を経て、平安朝ごろに禅院と特殊な関係にあった薬師寺境内に移動したことも考えられる。」と述べている。また、「万一、仏足石に禅院より移動の事実があったとすれば、同時に歌碑も移動したと見るのが妥当と思われる。」としている。
なお、以下の伝説がある。
- 薬師寺志によると、仏足石は、もと薬師寺の西にある叢中の小池に埋もれてあったのを、寛永の末に掘り出して薬師寺に移したという[19]。
- この仏足石は古来から薬師寺にあったものではなく、もと興福寺東大門の傍らにあったものを移したという[19]。
- この歌碑は中古以来、薬師寺から持ち去られて、一たび近くの橋梁となっていたのを、奈良の墨工・松井元景が見つけて再建したという。（趣意）[28][注釈 28]

## 仏足石銘の刻字年代
薬師寺仏足石の銘文中、「文室真人浄三」とあるが（#仏足跡信仰の日本への伝来参照）、「浄三」という名は、761年（天平宝字5年）正月、正三位に叙された時の改名である。つまり、この銘文は761年以後の成文と考えられる。しかし、仏足石は文室浄三が753年に製作したものである。以上のことから久曾神昇は、「文室浄三が770年（宝亀元年）に没した際、仏足石造立の経緯を銘文に刻したのではあるまいか。（趣意）」と述べている。なお、再説であるが、久曾神昇は、「（前略）歌碑の成立は、761年以後、恐らく770年ごろと考えるべきであろう。」としており、仏足石銘の刻字と歌碑の製作がともに文室浄三が没した際に成ったものとする考えを示している。